# Herman Zanstra
Herman Zanstra (Schoterland, 3 de novembro de 1894 — Haarlem, 2 de outubro de 1972) foi um astrônomo neerlandês.
Zanstra nasceu próximo a Heerenveen, Frísia. Em 1917 graduou-se engenheiro e químico na Universidade Técnica de Delft. Trabalhando em Delft quatro anos, nos últimos dois anos como professor ginasial, escreveu um artigo sobre movimento relativo, que enviou para William Francis Gray Swann. Swann propos-lhe então trabalhar numa tese de doutorado sob sua orientação na Universidade de Minnesota, a qual ele realizou em dois anos expandindo seu artigo (tese: A Study of Relative Motion in Connection with Classical Mechanics, 1923). Após permanecer mais um ano trabalhando com Swann, então em Chicago, e um ano em laboratórios nos Países Baixos e Alemanha, e dois meses no Laboratório Niels Bohr em Copenhage, foi pós-doutorando no Instituto de Tecnologia da Califórnia. Lá escreveu o artigo An Application of the Quantum Theory to the Luminosity of Diffuse Nebulae, que pela primeira vez disponibilizou um método quantitativo para o entendimento da luminosidade de nebulosas e cometas.
Após lecionar por pouco tempo na Universidade de Washington mudou-se para Londres e também lecionou eventualmente na Universidade de Amsterdã. A Segunda Guerra Mundial impediu-o de sair da África do Sul, onde ele trabalhou como professor em Durban, retornando à Europa após o fim da guerra.
Recebeu a Medalha de Ouro da Royal Astronomical Society de 1961.
A cratera lunar Zanstra foi batizada em sua homenagem.